# خانه آقای امامی
منزل آقای امامی مربوط به دوره قاجار است و در شیراز، مسجد آقا قاسم واقع شده و این اثر در تاریخ ۳۰ اردیبهشت ۱۳۵۴ با شمارهٔ ثبت ۱۰۷۱ به‌عنوان یکی از آثار ملی ایران به ثبت رسیده است.